# Linkullasjön
Linkullasjön är en sjö i kommunen Ingå i landskapet Nyland i Finland. Sjön ligger 22,7 meter över havet. Den är 6,57 meter djup. Arean är 60 hektar och strandlinjen är 5,16 kilometer lång. Sjön  ingår i Finska vikens kustområde.   Den ligger omkring 59 km väster om Helsingfors. 